# Pegasustoren
De Pegasustoren is een woontoren in de Rotterdamse deelgemeente Prins Alexander. De Pegasustoren staat bij de Prins Alexanderlaan aan het sneltramtraject van de Rotterdamse metro naast winkelcentrum Alexandrium. De woontoren is 98 meter hoog en telt 32 verdiepingen. De toren is ontworpen door architect Jo Scheffer en geopend in 2002.
In februari van 2013 kwam de Pegasustoren in het landelijke nieuws, nadat een 15-jarige scholier van het nabijgelegen Thorbecke College een zelfmoordpoging deed door van de toren af te springen, nadat ze bedreigd en gepest werd op het internet door medescholieren.